# Грон (Мічиган)
Грон (англ. Grawn) — переписна місцевість (CDP) в США, в окрузі Гранд-Траверс штату Мічиган. Населення — 816 осіб (2020).

## Географія
Грон розташований за координатами 44°39′40″ пн. ш. 85°41′17″ зх. д. / 44.66111° пн. ш. 85.68806° зх. д. (44.661120, -85.688094).  За даними Бюро перепису населення США в 2010 році переписна місцевість мала площу 1,64 км², уся площа — суходіл.

## Демографія
Згідно з переписом 2010 року, у переписній місцевості мешкали 772 особи в 291 домогосподарстві у складі 201 родини. Густота населення становила 470 осіб/км².  Було 320 помешкань (195/км²).
Расовий склад населення:
| - 90,5 % — білих - 2,7 % — корінних американців - 0,5 % — чорних або афроамериканців - 0,4 % — азіатів - 2,3 % — осіб інших рас |

До двох чи більше рас належало 3,5 %. Частка іспаномовних становила 5,7 % від усіх жителів.
За віковим діапазоном населення розподілялося таким чином: 23,6 % — особи молодші 18 років, 68,1 % — особи у віці 18—64 років, 8,3 % — особи у віці 65 років та старші. Медіана віку мешканця становила 37,0 року. На 100 осіб жіночої статі у переписній місцевості припадало 111,5 чоловіків;  на 100 жінок у віці від 18 років та старших — 103,4 чоловіків також старших 18 років.
Середній дохід на одне домашнє господарство  становив 36 553 долари США (медіана — 30 208), а середній дохід на одну сім'ю — 42 941 долар (медіана — 33 750). Медіана доходів становила 25 625 доларів для чоловіків та 27 585 доларів для жінок. За межею бідності перебувало 2,1 % осіб, у тому числі 0,0 % дітей у віці до 18 років та 0,0 % осіб у віці 65 років та старших.
Цивільне працевлаштоване населення становило 302 особи. Основні галузі зайнятості: освіта, охорона здоров'я та соціальна допомога — 23,2 %, виробництво — 18,5 %, роздрібна торгівля — 15,9 %.